# Esteban Baglietto

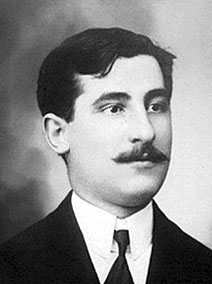
Esteban Baglietto um 1915

Esteban Miguel Luis Baglietto (* 18. Mai 1887 in Buenos Aires; † 28. Oktober 1942) war ein Fußballspieler und Fußballfunktionär, dessen Eltern aus der italienischen Hafenstadt Genua nach Argentinien ausgewandert waren. Esteban Baglietto war Gründungsmitglied und erster Präsident des Fußballvereins Boca Juniors, für den er am 21. April 1905 auch die erste Begegnung in dessen Geschichte bestritt, die mit einem 4:0-Sieg gegen Mariano Moreno endete. Insgesamt bestritt er 5 Begegnungen für die Boca Juniors. Die letzte Partie fand am 18. Juni 1905 statt und wurde 1:3 gegen Presidente Roca verloren.